# Fatal Portrait
Fatal Portrait ist das Solo-Debütalbum von King Diamond. Es wurde am 17. Februar 1986 bei Roadrunner Records veröffentlicht.

## Hintergrund
Das Album wurde mit Rune Höyer im Sound Track Studio in Kopenhagen produziert. Gitarrist Andy LaRocque stieß erst kurz vor Beginn der Aufnahmen zur Gruppe.

## Rezeption
Eduardo Rivadavia von AllMusic bezeichnete die Platte als „Übergangsalbum“: „still rooted in the satanically-bent heavy metal of his former group Mercyful Fate, but already showing signs of the theatrical and conceptual elements that the King would soon master like few before him.“ Er vergab drei von fünf Sternen.

## Titelliste
Alle Texte wurden von King Diamond geschrieben, die Musik ebenfalls von King Diamond, außer wo anders angegeben.
| Nr. | Titel            | Länge |
| --- | ---------------- | ----- |
| 1.  | The Candle       | 6:38  |
| 2.  | The Jonah        | 5:15  |
| 3.  | The Portrait     | 5:06  |
| 4.  | Dressed in White | 3:09  |

| Nr. | Titel                               | Musik                        | Länge |
| --- | ----------------------------------- | ---------------------------- | ----- |
| 5.  | Charon                              | King Diamond, Michael Denner | 4:14  |
| 6.  | Lurking in the Dark                 |                              | 3:33  |
| 7.  | Halloween                           | King Diamond, Denner         | 4:12  |
| 8.  | Voices from the Past (Instrumental) |                              | 1:29  |
| 9.  | Haunted                             | King Diamond, Denner         | 3:54  |

| Nr. | Titel                     | Musik                | Länge |
| --- | ------------------------- | -------------------- | ----- |
| 10. | No Presents for Christmas | King Diamond, Denner | 4:20  |
| 11. | The Lake                  |                      | 4:11  |